# Eupithecia acutula
Eupitecia acutula es una especie de polilla de la familia Geometridae. La especie fue descrita por primera vez por Turati y Kruger en 1936 con distribución en Libia. La especie holotipo fue descrita en Cirenaica.